# Сатьяртхи, Кайлаш
Кайлаш Сатьяртхи (хинди कैलाश सत्यार्थी, англ. Kailash Satyarthi; род. 11 января 1954, Видиша, Мадхья-Прадеш, Индия) — индийский активист за права детей, в том числе за всеобщее право на образование, лауреат Нобелевской премии мира (2014).
Инженер-электротехник по профессии. С 1990-х годов играет ключевую роль в движении против детского труда в Индии. Основанная им в 1980 году организация «Бачпан бачао андолан» за время своего существования помогла более чем 83 000 детей из 144 стран, освободив от детского труда, рабства и торговли людьми. В 2014 году вместе с 17-летней пакистанской правозащитницей Малалой Юсуфзай получил Нобелевскую премию мира за «борьбу против угнетения детей и молодёжи и за право всех детей на образование».
В 1998 году Сатьяртхи задумал и возглавил Глобальный марш против детского труда (протяжённостью 80 000 км по 103 странам), ставший одним из крупнейших в истории социальных движений в защиту эксплуатируемых детей. Требования марширующих были отражены в Конвенция МОТ № 182 о запрещении и немедленных мерах по искоренению наихудших форм детского труда, единогласно принятой на конференции МОТ в Женеве.
Женат, отец двоих детей. Живёт в Нью-Дели.

## Награды
- Международная премия Низами Гянджеви (Международный центр Низами Гянджеви, Азербайджан)[11]